# Мойта-душ-Феррейруш
Мойта-душ-Феррейруш (порт. Moita dos Ferreiros; МФА: [ˈmoj.tɐ duʃ fɨ.ˈʁɐj.ɾuʃ]) — парафія в Португалії, у муніципалітеті Лорінян. Розташована в західній частині країни, на теренах історичної португальської провінції Ештремадура. Входить до складу округу Лісабон. За адміністративним поділом, чинним до 1976 року, терени парафії були складовою провінції Ештремадура. Належить до Лісабонського патріархату Католицької церкви. Патрон — Діва Марія. Площа — 24,8258 км². Населення — 1734 ос. (2011). Слабо урбанізований регіон. Густота населення — 69,85 осіб/км²
. Код — 110803.

## Населення
| Кількість мешканців | Кількість мешканців | Кількість мешканців | Кількість мешканців | Кількість мешканців | Кількість мешканців | Кількість мешканців | Кількість мешканців | Кількість мешканців | Кількість мешканців | Кількість мешканців | Кількість мешканців | Кількість мешканців | Кількість мешканців | Кількість мешканців |
| ------------------- | ------------------- | ------------------- | ------------------- | ------------------- | ------------------- | ------------------- | ------------------- | ------------------- | ------------------- | ------------------- | ------------------- | ------------------- | ------------------- | ------------------- |
| 1864                | 1878                | 1890                | 1900                | 1911                | 1920                | 1930                | 1940                | 1950                | 1960                | 1970                | 1981                | 1991                | 2001                | 2011                |
| 626                 | 793                 | 960                 | 1 061               | 1 154               | 1 435               | 1 753               | 2 200               | 2 739               | 2 612               | 2 026               | 1 970               | 1 794               | 1 740               | 1 734               |